# Osei Kofi
Osei Kofi (né le 3 juin 1940 mais dont la date de naissance officielle est le 3 juin 1942) est un footballeur international ghanéen des années 1960.  
Il jouait pour le club d'Asante Kotoko Kumasi.

## Biographie
International ghanéen, il remporte la Coupe d'Afrique des nations 1965, inscrivant un but à chaque match, terminant co-meilleur buteur du tournoi. Il est finaliste de la Coupe d'Afrique des nations 1968, inscrivant quatre buts lors de la phase de poules.
Il participe aux Jeux olympiques de 1968, ne jouant que deux matchs sur trois. Il inscrit un but contre le Salvador, mais malgré tout le Ghana est éliminé au premier tour.